# Н'зи-Комое
Н'зи-Комое е един от 19-те региона на Кот д'Ивоар. Разположен е в източната част на страната. Площта му е 19 560 км², а населението, според преброяването през 2007, е над 1 млн. души. Столицата на Н'зи-Комое е град Димбокро.
Регионът е разделен на пет департамента – Боканда, Бонгуану, Даукро, Димбокро и Мбаякро.